# 普羅瓦迪亞
普羅瓦迪亞是保加利亞的城鎮，位於該國東部，由瓦爾納州負責管轄，海拔高度56米，該地區自公元前五世紀有人類居住，鎮上的清真寺建於三百年前，2009年人口12,901。

## 外部連結
- Official page (in Bulgarian) （页面存档备份，存于）

43°11′N 27°26′E / 43.183°N 27.433°E